# Itojama Akiko
Itojama Akiko (絲山秋子; Hepburn: Akiko Itoyama; Tokió, 1966. november 22. –) japán írónő.

## Élete, művészete
Tokió Szetagaja negyedében született, ma a Gunma prefektúrabeli Takaszaki városában él. Az elit Vaszeda Egyetem politika- és közgazdaság-tudományi szakán végzett, utána évekig egy lakás- és épületberendezéseket gyártó cég értékesítési részlegén dolgozott, s ami Japánban (mint műveiből is tudjuk) nagyon gyakori, hol ide, hol oda helyezgették az ország legkülönbözőbb részeire települt fiókvállalatok között. Ez (ami szintén nem ritka) bipoláris zavarhoz vezetett nála, és a terápia során fordult az írás felé.
Csak duma az egész című első kötetéért 2003-ban megkapta a Bungakukai folyóirat „új felfedezettek” díját, többször jelölték az Akutagava-díjra is, amit végül A tengeren várlak című hosszú elbeszéléséért ítéltek oda neki 2006-ban.
Különleges tehetsége van vidéki helyszínek ábrázolásához és a tájjellegű beszédformák, nyelvjárások visszaadásához, amit ő a kényszerű vállalati áthelyezgetésekkel magyaráz. A kritika kiemeli prózájának zeneiségét, a stílusárnyalatok iránti páratlan érzékenységét, roppant tudatos nyelvi szerkesztését. Témái a mai japán élet, a nagyvállalati létforma, a sodródó, sokszor a társadalomból egészen kihulló fiatalok, az elvonulás lehetősége vagy éppen lehetetlensége.

## Fontosabb művei
- Csak duma az egész (It’s only talk, 2003) (2005-ben Hiroki Rjúicsi filmet készített belőle)
- Zsákutcás eset (Fukurokódzsi no otoko, 2003) (elnyerte a Kavabata Jaszunari-díjat)
- A tengeri remete (Umi no szennin, 2004) (elnyerte az Oktatásügyi Minisztérium művészeti díját)
- Hálaadás a munkáért (Kinró kansa no hi, 2004) (jelölték az Akutagava-díjra)
- NEET (2005)
- A tengeren várlak (Oki de macu, 2005) (elnyerte az Akutagava-díjat)
- Balfék! (Bakamono, 2008) (2010-ben Kaneko Súszuke filmet készített belőle)

### Magyarul
Valamennyi fenti írása megjelent az alábbi kötetekben:
- A tengeren várlak. Válogatott elbeszélések; vál., ford. Nagy Anita; Európa, Bp., 2009 (Modern könyvtár) ISBN 9789630787215
- Balfék! / A tengeri remete. Két kisregény; ford. Nagy Anita; Európa, Bp., 2010 (Modern könyvtár) ISBN 9789630789141